# 月旦評
月旦評（げったんひょう）は、後漢の許劭が開いた人物評論の故事にちなむ用語。転じて、一般に、品定めを行うことや、人物評をすることを、月旦評と言い表すようになった。
『後漢書』の本伝によれば、許劭は、従兄の許靖らとともに、毎月1日に郷里の人物の批評を行い、それを「月旦評」と呼んでいた。『太平御覧』によれば、その影響力は強く、月旦評で称賛された者は出世するが、芳しくなかった場合は没落したという。
その影響は、当時の有力者であった袁紹や曹操ですら、大いに気にかける程のものだった。許劭の曹操に対する論評は、「治世之能臣 亂世之奸雄」（『三国志』注）、あるいは「清平之姦賊 亂世之英雄」（『後漢書』）というものであった。